# Euphorbia anachoreta
Euphorbia anachoreta é uma espécie de planta com flor pertencente à família Euphorbiaceae. 
A autoridade científica da espécie é Svent., tendo sido publicada em Ind. Sem. Agron. Investia. Nat. Hispan. Inst. 1968: 58. 1969.

## Portugal
Trata-se de uma espécie presente no território português, nomeadamente no Arquipélago da Madeira.
Em termos de naturalidade é endémica da região atrás referida.

## Protecção
Não se encontra protegida por legislação portuguesa ou da Comunidade Europeia.